# 31873 Toliou
31873 Toliou este o planetă minoră (asteroid), cu un diametru de 4,316 km, din centura de asteroizi. A fost descoperită pe 11 martie 2000 la Stația Anderson Mesa de Lowell Observatory Near-Earth-Object Search. 
Obiectul prezintă o orbită caracterizată de o semiaxă mare de 2,3968684 UAi, o excentricitate de 0,13, o înclinație de 3,22539 ° în raport cu ecliptica.